# Ineia
Ineia (en griego: Ινεια) es un pueblo en el Distrito de Pafos de Chipre, ubicado 1 km al sur de Drouseia.